# Simulium fontanum
Simulium fontanum är en tvåvingeart som beskrevs av Terteryan 1952. Simulium fontanum ingår i släktet Simulium och familjen knott. Inga underarter finns listade i Catalogue of Life.